# 水野忠職
水野 忠職（みずの ただもと）は、江戸時代前期の大名。信濃国松本藩第2代藩主。沼津藩水野家2代。初代藩主水野忠清の次男。

## 生涯
寛永11年（1634年）12月（1635年1月）、従五位下出羽守となる。
正保4年（1647年）8月に家督を継いで35歳で松本藩主となり、徳川家光に謁見する。
江戸城の石垣普請を務めた後、承応元年（1652年）から承応3年（1654年）、万治元年（1658年）から万治2年（1659年）、寛文元年（1661年）から寛文2年（1662年）の3期に渡って大坂城代を務めた。明暦2年（1656年）、伯母の清浄院の死後、「京都御屋敷」を譲り受ける。寛文3年（1663年）、将軍徳川家綱の日光参詣の警護にあたる。同年から享保10年（1725年）の改易まで、幕命により、累代の松本藩主水野氏が碓氷関・福島関の女手形の発行事務を担った。寛文7年（1667年）、安中藩主水野元知が改易となり、その身を預ることとなった。
寛文8年（1668年）6月26日、江戸において56歳で死去。跡を次男・忠直が継いだ。万治2年（1659年）には弟の忠増に5000石を分知している。

## 内政
慶安2年（1649年）領内の総検地（慶安検地と称される）を実施した。ただ、この検地は評判が悪く、やり直しや再検地の要請などが相次ぎ、時には減税になったり増税になったりと混乱が続いた。また民政確立のために領内法度の制定、百姓訴訟法の規定などを定めた。寛文6年（1666年）から4年にわたって飢饉が起こった際には寛文7年（1667年）3月から10月にかけて酒造減らしと売買の禁止と違反者に対する過料1貫文を定め、雑穀売りの規制、煙草作りの禁止、7か条にわたる倹約令、奢侈禁止令を定めたほか、百姓保護の規定を定めている。
寛文の飢饉が4年にわたって続き松本藩に大被害をもたらしたことから、忠職の評判はあまりよくなく、「百姓難儀致し、世間取り沙汰悪し」とある（戸田家編修『本国事記』）。他にも「百姓ども困窮の体」とあり忠職の治世は飢饉と過度の年貢により非常に悪かったとされている。ただし忠職自身は「この人才幹ありて経綸遺業多かりし」と評価されている。

## 系譜
父母
- 水野忠清（父）
- 福寿院 ー 前田利家の養女、小林氏の娘（母）

正室
- 中川久盛の娘

子女
- 水野忠直（次男）生母は正室
- 小笠原長章正室